# Only a Lad
Only a Lad è il primo album in studio del gruppo musicale statunitense Oingo Boingo, pubblicato nel 1981.

## Descrizione
L'album segue l'EP Oingo Boingo, pubblicato l'anno precedente. L'arrangiamento musicale del cantante Danny Elfman e del chitarrista Steve Bartek, completa la trasformazione del gruppo da una compagnia di cabaret a una band new wave. Only a Lad presenta frequenti e complessi cambi di tempo e chiave, molte volte incorporando armonie prese dal jazz e dalla musica classica del XX secolo, tutte caratteristiche dello stile di scrittura musicale di Elfman.
Il successo dell'album è stato limitato, ma grazie al supporto di alcune radio di Los Angeles KROQ-FM, l'album fissa gli Oingo Boingo nella scena musicale del sud della California.

## Tracce
1. Little Girls – 3:44 (Danny Elfman)
2. Perfect System – 3:46 (Danny Elfman)
3. On the Outside – 3:39 (Danny Elfman)
4. Capitalism – 3:40 (Danny Elfman)
5. You really got me – 4:40 (Ray Davies)
6. Only a Lad – 3:56 (Danny Elfman)
7. What you see – 3:43 (Danny Elfman)
8. Controller – 3:24 (Danny Elfman)
9. Imposer – 2:59 (Danny Elfman)
10. Nasty Habits – 4:06 (Danny Elfman)

## Crediti
Formazione
- Danny Elfman - Cantante
- Steve Bartek - Chitarre
- Richard Gibbs - Tastiere
- Kerry Hatch - Basso
- Johnny "Vatos" Hernandez - Batteria
- Leon Schneiderman - sassofono contralto e baritono
- Sam "Sluggo" Phipps - sassofono tenore e soprano
- Dale Turner - tromba e trombone

## Musical
Nel 2006, Andrew Loschert ha scritto un musical chiamato Only a Lad basato sull'album degli Oingo Boingo. La première si è tenuta alla decima edizione annuale del New York International Fringe Festival e lo spettacolo è stato messo in scena dall'11 al 27 agosto 2006.
La storia è ambientata nel 1984 e racconta di un ragazzo chiamato Johnny che viene coinvolto in una rissa per una ragazza chiamata mary, finendo per uccidere qualcuno da ubriaco. Il suo avvocato dichiara in corte che il ragazzo non è colpevole poiché ha problemi mentali e che la colpa è della società. Anche se la corte accetta l'infermità mentale, Mary vuole che Johnny si assuma la responsabilità del reato.

## Altri usi
- La canzone Little Girls è diventata un emblema del meme pedobear.[non chiaro]